# Mihaela Petrilă
Mihaela Petrilă (Pașcani, 7 maggio 1991) è una canottiera rumena, vincitrice della medaglia di bronzo nell'otto a Rio de Janeiro 2016.

## Palmarès
- Olimpiadi

Rio de Janeiro 2016: bronzo nell'8.